# Râul Mușetescu
Râul Mușetescu este un râu afluent al râului Valea Rea.

## Hărți
- Harta Județul Argeș
- Munții Făgăraș  Arhivat în 8 septembrie 2013, la Wayback Machine.
- Alpinet - Munții Făgăraș